# Savage (EP)
Savage é o extended play (EP) de estreia do girl group sul-coreano Aespa. O EP foi lançado pela SM Entertainment em 5 de outubro de 2021 e está disponível em três versões diferentes: P.O.S, Synk Dive e Hallucination Quest. O mini-álbum de estreia do grupo apresenta seis canções, incluindo o single principal de mesmo nome. 
Principalmente um disco pop com elementos de dance-pop, hyperpop e electropop, entre outros. A produção do álbum foi realizada por uma ampla gama de produtores, incluindo Yoo Young-jin, Kenzie, Brandon Green, Marcus Lomax e Hayley Kiyoko, com o fundador da SM Entertainment Lee Soo-man servindo como produtor executivo do álbum. Liricamente, o álbum continua a expandir o universo virtual de Aespa.
O mini-álbum recebeu tanto sucesso comercial quanto críticas positivas dos críticos de música, que elogiaram o estilo sombrio e futurista "cyberpunk" apresentado no álbum, bem como a ampla variedade de gêneros musicais. O extended play marcou a primeira e mais alta entrada de Aespa na Billboard 200 dos EUA, estreando na posição 20 e alcançando o pico na posição 1 na Gaon Album Chart. Savage foi certificado 2x Platina pela Korea Music Content Association (KMCA) por vender 500.000 unidades. Para promover o álbum, Aespa apareceu em vários programas musicais sul-coreanos, incluindo M Countdown, Music Bank e Inkigayo.

## Antecedentes e gravação
Em 13 de setembro de 2021, a SM Entertainment anunciou que Aespa lançaria seu primeiro extended play intitulado Savage em 5 de outubro, contendo seis faixas. O EP foi lançado para pré-venda em 14 de setembro. Em 27 de setembro, a lista de faixas e o single "Savage" foram revelados. A lista de faixas incluiu a participação de uma cantora americana, a compositora Hayley Kiyoko na faixa de encerramento "Lucid Dream". Em uma entrevista com o Grammy, Giselle revelou que elas "na verdade não conseguiram conhecê-la e fazer uma colaboração real [embora] a música tenha sido feita por ela." A produção de Savage marcou a primeira vez em que todas as integrantes de Aespa gravaram juntas em um estúdio, um processo que acabou sendo "muito divertido para as integrantes, que são todas amigas íntimas". Ningning disse que elas se divertiram muito gravando o EP e puderam experimentar os gêneros que elas não fizeram antes. De acordo com a revista Paper, Lee Soo-man, o fundador da SM Entertainment e produtor executivo de seu EP, "dirigiu pessoalmente cada pequeno detalhe" de sua produção, incluindo a pronúncia de cada sílaba.
Antes de gravar, é muito importante transmitir a mensagem e o clima da música. Eu realmente entro no personagem. Por exemplo, se estou gravando uma música, penso em várias cenas na minha cabeça, como um filme. "Que personagem estou interpretando? O que está acontecendo? Como estou me sentindo?" Coisas pequenas assim. Depois de fazer isso e me preparar, então vou [e] gravo a música.— Nigning relembrando a gravação de Savage", Grammy

## Composição
Savage é principalmente um disco pop, expandindo os gêneros dance pop, hyperpop e electropop com um estilo futurístico "cyberpunk". Além disso, incorpora uma mistura eclética de house, R&B, dubstep, trap, hip hop e outros gêneros. Divyansha Dongre, da Rolling Stone India, descreveu o mini-álbum como um "EP multi-gênero de seis faixas." A MTV afirmou que Savage "mistura dance e pop com elementos de house, trap, rap e outros gêneros." A Rolling Stone observou que o álbum "apresenta elementos futurísticos em seu visual e som" e "expande ainda mais o mundo virtual de Aespa".
Quando fomos abordadas com as músicas e as demos, realmente gostamos muito delas. Gostamos das músicas, mas [ao mesmo tempo] tivemos que nos esforçar muito para ter certeza de que soavam bem e que combinávamos bem com elas. Por exemplo, Winter tem uma voz bem macia, mas para cantar "Black Mamba", [que é] um pouco mais potente, ela se esforçou para mostrar sua voz em um estilo diferente. Nós realmente gostamos de tentar algo novo.  "Savage" também era novo para nós.— Giselle sobre como abordar a diversidade do som de Aespa, Grammy

### Canções

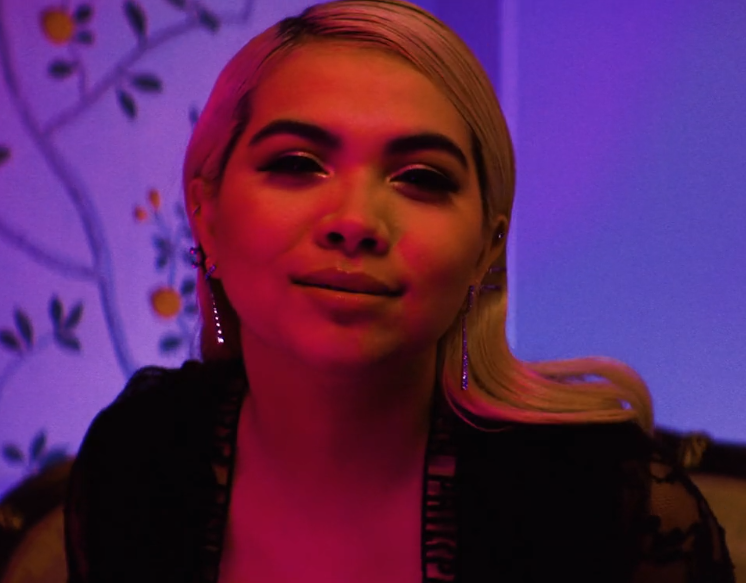
A cantora e compositora americana Hayley Kiyoko co-escreveu a faixa "Lucid Dream".

A faixa de abertura, "Aenergy", foi descrita como um "hino edificante" que explora "os membros do grupo e as características que elas mostram ao longo de sua história de super-heroína, declarando as habilidades e habilidades dentro do universo de cada membro". A faixa hyperpop-tingida, "Savage" foi descrita como "brilhante" em sua mistura eclética de gêneros, incluindo trap, dubstep e baladas intensas com "bateria e baixos" como foco principal. Narrando os esforços contínuos do grupo para desafiar a Black Mamba, a faixa elucida ainda mais Aespa e ae prosseguir para o mundo virtual de Kwangya com a ajuda de nævis. A canção mistura ganchos "viciantes", versos de rap e ad-libs, enquanto mostra a capacidade do grupo de assumir vocais variados. A NME positivamente comparou a faixa com a música de uma música escocesa Sophie Xeon. "I'll Make You Cry" foi descrita como um dance-pop "hino de vingança feroz" com "um ritmo único", "batidas cintilantes" e "som de sintetizador atraente". Belts "assombrados" aumentam sua atmosfera "já tenaz", com performances vocais "fortes" e letras "ferozes". A canção "excêntrica" e "de alta energia", "Yeppi Yeppi" é uma canção "borbulhante" com uma combinação do gênero "deep house, trance, synthwave e trap", com letras contendo "mensagem positiva que se você pensar em si mesmo mais bonita do que a opinião de outras pessoas, então você será feliz". Winter nomeou a canção como sua favorita. "Iconic" foi descrita como uma canção dance-pop com "uma força de produção acelerada e ganchos efervescentes". A música começa primeiro com um hip-hop "forte". Então, depois de alguns instantes na faixa, ela se transforma em "uma série de versos alternadamente doces e atrevidos sobre como Aespa é icônico". A faixa final, "Lucid Dream" é uma dream pop de R&B que emite uma "vibração ambiente nebulosa" e apresenta uma ponte eletrônica "glitchy". A canção é um "borrão comovente" de sintetizadores "hipnóticos" e batidas trap "suaves" independentemente, misturado com camadas "intrincadas" de voz ofegante.

## Promoção e lançamento
Em 14 de setembro de 2021, Savage foi disponibilizado para pré-venda em três versões: P.O.S, Synk Dive e Hallucination Quest. De 23 a 25 de setembro, fotos conceituais da versão Hallucination Quest para o extended play foi lançada. As fotos conceituais das versões Synk Dive e outra Hallucination Quest foram lançadas em 26 e 29 de setembro, respectivamente. A lista de faixas do álbum foi revelada em 27 de setembro. O teaser para o videoclipe do single de mesmo nome do mini-álbum foi lançado em 4 de outubro. O álbum foi lançado em 26 de outubro de 2020, nos formatos CD e digital. O videoclipe do single "Savage", dirigido por 725 (SL8 Visual Lab), foi lançado no canal da SM no YouTube em conjunto com o lançamento do EP. Após o lançamento do extended play, em 5 de outubro de 2021, Aespa realizou um evento ao vivo chamado "SYNK DIVE: aespa Savage SHOWCASE" no YouTube para apresentar o extended play e se comunicar com seus fãs. O grupo também se apresentou no The Kelly Clarkson Show da NBC em 16 de outubro, fazendo sua estreia na rede de televisão dos Estados Unidos.

## Recepção crítica
| Críticas profissionais | Críticas profissionais |
| Avaliações da crítica  | Avaliações da crítica  |
| Fonte                  | Avaliação              |
| ---------------------- | ---------------------- |
| AllMusic               | [ 24 ]                 |
| IZM                    | [ 25 ]                 |
| NME                    | [ 2 ]                  |
| PopMatters             | 7/10                   |

O crítico do AllMusic, David Crone, afirmou que o EP é uma "versão problemática e futurista do mini-álbum de K-pop" que continua a "demonstrar o poder estelar do quarteto líder do Aespa". Tamar Herman, do South China Morning Post, resumiu Savage como uma "experiência de escuta coesa" que é "revigorante e satisfatória", acrescentando que foi "bem-sucedida em mostrar o que os membros do Aespa têm a oferecer como uma das mais ambiciosas novas mulheres de K-pop que existem". Ela também o incluiu em sua lista de melhores lançamentos de K-pop de outubro de 2021. Carmen Chin, da NME, premiou o EP com quatro estrelas de cinco, escrevendo "A marca de pop eletrônico vibrante e vigoroso de Savage se encaixa perfeitamente em sincronia com o não-convencionalismo que Aespa apresentou de forma tão ousada em seu ano como grupo." Regina Kim da MTV afirmou que "Savage fornece um pano de fundo sonoro que existe fora deste mundo imaginado" e acrescentou que o mini-álbum está "dando aos ouvintes vislumbres de uma fábula abrangente". Em sua crítica ao PopMatters, Ana Clara Ribeiro descreveu Savage como "como um filme cyberpunk bem roteirizado e de alto orçamento" que "não necessariamente faz você se sentir bem, mas é bom, e é por isso que você o assiste" porque é  "diverte e fascina." Ela também destacou a faixa "I'll Make You Cry" como destaque no EP.

### Listas de fim de ano
| Crítico/Publicação       | Lista                                              | Classificação | Ref.   |
| ------------------------ | -------------------------------------------------- | ------------- | ------ |
| Beats Per Minute         | Os 20 melhores EPs de 2021                         | Colocado      | [ 27 ] |
| Harper's Bazaar          | Os 15 melhores álbuns de K-pop de 2021             | 8             | [ 28 ] |
| Genius                   | Os 50 melhores álbuns de 2021 da comunidade Genius | 22            | [ 29 ] |
| Idology                  | Os 10 melhores álbuns do ano                       | Colocado      | [ 30 ] |
| NME                      | Os 25 melhores álbuns asiáticos de 2021            | 17            | [ 31 ] |
| Nylon                    | Os melhores álbuns de K-pop de 2021                | Colocado      | [ 32 ] |
| PopMatters               | Os 20 melhores álbuns de K-pop de 2021             | 15            | [ 33 ] |
| South China Morning Post | 25 melhores álbuns de K-pop de 2021                | 4             | [ 34 ] |
| The New York Times       | Melhores álbuns de 2021                            | Colocado      | [ 35 ] |

## Desempenho comercial
Em 5 de outubro, foi relatado que o EP havia alcançado 401.088 pré-encomendas. De acordo com o Hanteo Chart da Coreia do Sul, o EP foi o "álbum de estreia mais vendido para um grupo feminino na tabela", depois de vender mais de 200.000 cópias no segundo dia de seu lançamento. Na Coreia do Sul, o EP estreou no topo da Gaon Album Chart na edição da tabela datada de 3 a 9 de outubro de 2021. Dentro de 15 dias após o lançamento, foi relatado que o EP vendeu 513.292 cópias. No Japão, alcançou a posição 18 na tabela Hot Albums da Billboard Japan e na 7ª posição na Albums Chart da Oricon.
Aespa também fez sua estreia na tabela Billboard 200 com o mini-álbum no número 20, tornando-se o álbum de estreia com maior sucesso de um girl group de K-pop a aparecer na tabela. Savage também conquistou os primeiros lugares nas tabelas World Albums e Independent Albums da Billboard. O EP estreou na posição número 2 na tabela Top Album Sales, já que o conjunto foi comprado por quase 17.500 cópias nos Estados Unidos.

## Reconhecimentos
| Cerimônia               | Ano  | Categoria                                             | Resultado | Ref.   |
| ----------------------- | ---- | ----------------------------------------------------- | --------- | ------ |
| Asian Pop Music Awards  | 2021 | Os 20 Melhores Álbuns do Ano (Exterior)               | Venceu    | [ 45 ] |
| Asian Pop Music Awards  | 2021 | Melhor Álbum do Ano (Estrangeiro)                     | Indicado  | [ 46 ] |
| Golden Disc Awards      | 2022 | Álbum Bonsang                                         | Indicado  | [ 47 ] |
| iF Product Design Award | 2022 | Prêmio Principal (Experiência do Usuário – Embalagem) | Venceu    | [ 48 ] |
| Korean Music Awards     | 2022 | Melhor Álbum de K-pop                                 | Indicado  | [ 49 ] |
| Mnet Asian Music Awards | 2021 | TikTok Álbum do Ano                                   | Indicado  | [ 50 ] |

## Lista de faixas
| Lista de faixas de Savage |                                                |                                   |                                                                         |                                           |         |  |
| N.º                       | Título                                         | Letras                            | Música                                                                  | Arranjo                                   | Duração |  |
| 1.                        | "Aenergy"                                      | Yoo Young-jin                     | Kill Dave Pat Morrissey Jess Corazza Yoo Young-jin                      | Kill Dave Pat Morrissey Yoo Young-jin     | 2:27    |  |
| 2.                        | "Savage"                                       | Yoo Young-jin                     | Kirsten Collins Jia Lih Yoo Young-jin Hautboi Rich                      | Jia Lih Yoo Young-jin                     | 3:58    |  |
| 3.                        | "I'll Make You Cry"                            | Kenzie                            | Kenzie Kirsten Collins Timothy "BOS" Bullock Brandon Green Hautboi Rich | Timothy "Bos" Bullock Brandon Green IMLAY | 3:34    |  |
| 4.                        | "Yeppi Yeppi"                                  | Deez (Soultriii) SAAY (Soultriii) | Coach & Sendo Deez (Soultriii) SAAY (Soultriii)                         | Coach & Sendo Soultriii                   | 3:33    |  |
| 5.                        | "Iconic"                                       | Jo Yoon-kyoung                    | Sophie Curtis Val Del Prete (Joombas) Timothy Tan                       | Timothy Tan                               | 3:11    |  |
| 6.                        | "Lucid Dream" (hangul: 자각몽; rr: Jagangmong) | Ellie Suh (Joombas)               | Kill Dave Pat Morrissey Hayley Kiyoko Paul Phamous Marcus Lomax         | Kill Dave Pat Morrissey IMLAY             | 3:30    |  |
| Duração total:            | Duração total:                                 | Duração total:                    | Duração total:                                                          | Duração total:                            | 20:13   |  |

## Créditos e pessoal
Créditos adaptados do encarte do EP.
Estúdio
- SM BoomingSystem – gravação, edição digital, projetado para mix e mixagem

Pessoal
- Aespa (Karina, Giselle, Winter, Ningning) – vocais (todas as faixas), vocais de fundo (todas as faixas)
- Brandon Green –  composição, arranjo
- Coach & Sendo –  composição, arranjo
- Ciara Muscat –  vocais de fundo
- DEEZ –  composição, arranjo
- IMLAY –  arranjo, baixo
- Ellie Suh –  composição
- Hautboi Rich –  composição
- Hayley Kiyoko –  composição
- Jess Corazza –  composição
- Jia Lih –  composição, arranjo
- Joombas –  composição
- Jo Yoon Kyung –  composição
- Kenzie –  composição
- Kill Dave –  composição, arranjo, baixo, sintetizador
- Kirsten Collins –  composição, vocais de fundo
- Lee Min-gyu – engenheiro de mixagem
- MarcLo – composição
- Patrick Morrissey –  composição, arranjo, baixo, sintetizador
- Paul Phamous –  composição
- Sendo –  arranjo
- SAAY –  composição
- Sophie Curtis –  composição
- Timothy "Bos" Bullock –  composição, arranjo
- Tim Tan – composição, arranjo, programação de bateria
- Val Del Prete –  composição
- Yoo Young-jin –  composição, arranjo, vocais de fundo, mixagem

## Desempenho nas paradas musicais

### Paradas semanais
| Parada (2021)                                    | Melhor posição |
| ------------------------------------------------ | -------------- |
| Bélgica (Ultratop de Flandres)                   | 193            |
| Coreia do Sul (Gaon)                             | 1              |
| Croácia (International Albums da HDU)            | 17             |
| Estados Unidos (Billboard 200)                   | 20             |
| Estados Unidos (Independent Albums da Billboard) | 1              |
| Estados Unidos (Tastemaker Albums da Billboard)  | 4              |
| Estados Unidos (World Albums da Billboard)       | 1              |
| Japão (Combined Albums da Oricon)                | 6              |
| Japão (Hot Albums da Billboard Japan)            | 18             |
| Japão (Oricon)                                   | 7              |

| Parada (2021)        | Melhor posição |
| -------------------- | -------------- |
| Coreia do Sul (Gaon) | 4              |
| Japão (Oricon)       | 18             |

| Parada               | Posição |
| -------------------- | ------- |
| Coreia do Sul (Gaon) | 23      |

| Parada                 | Posição |
| ---------------------- | ------- |
| Coreia do Sul (Circle) | 80      |

## Certificações
| Região                                                       | Certificação | Unidades/vendas |
| ------------------------------------------------------------ | ------------ | --------------- |
| Coreia do Sul (Circle)                                       | 2× Platina   | 500.000‡        |
| ‡vendas+valores de streaming baseados apenas na certificação |              |                 |

## Histórico de lançamento
| Região        | Data                 | Formato                    | Gravadoras |
| ------------- | -------------------- | -------------------------- | ---------- |
| Várias        | 5 de outubro de 2021 | Download digital streaming | SM Dreamus |
| Coreia do Sul | 5 de outubro de 2021 | CD                         | SM Dreamus |